# 達爾文冰川

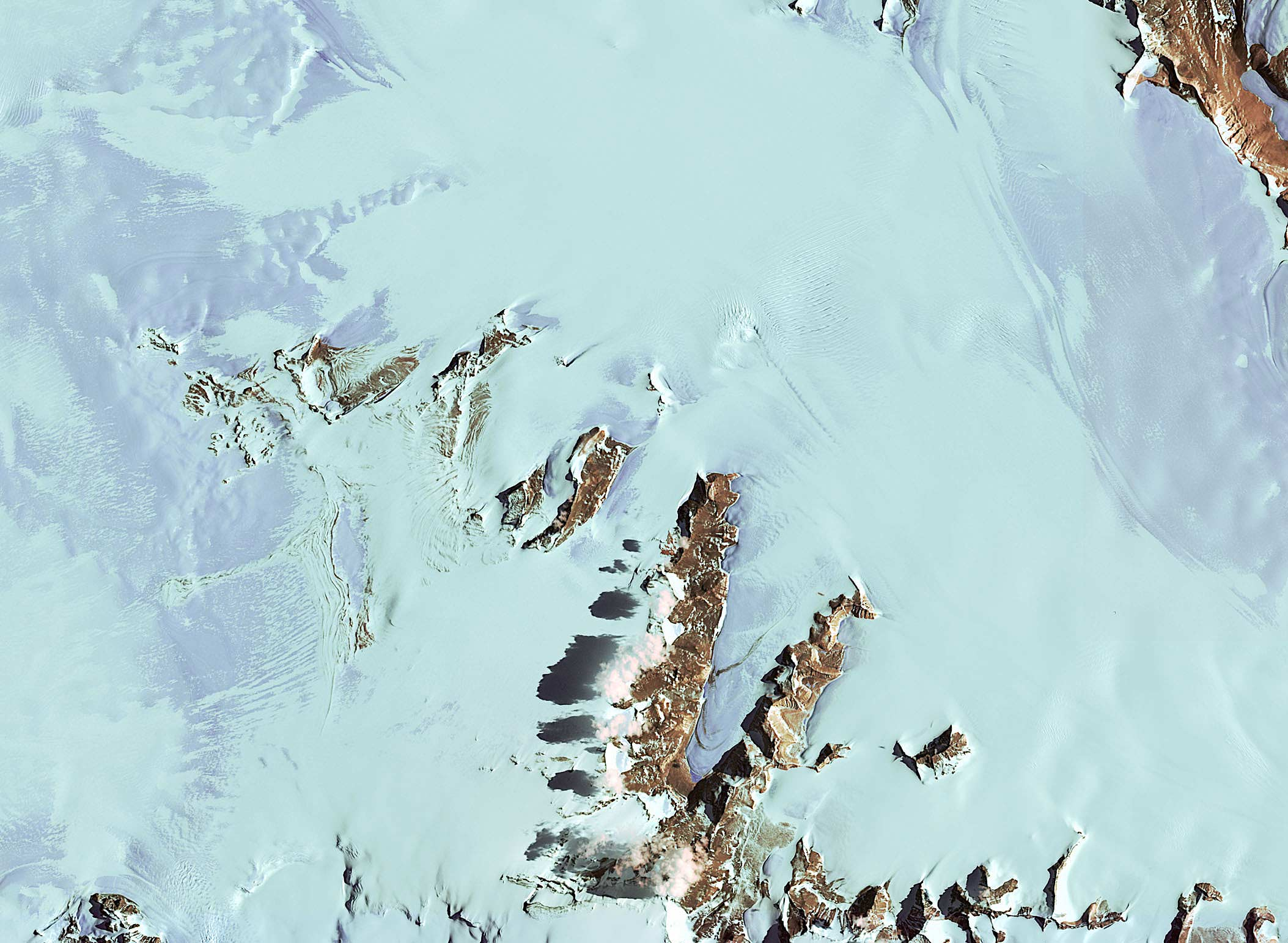

達爾文冰川（英語：Darwin Glacier）是南極洲的冰川，從南極高原向東流經達爾文山脈和庫克山脈，最終注入羅斯冰架，冰川下游由英國探險隊畫入地圖。